# Busunglück von Trudering
Das Busunglück von Trudering ereignete sich am 20. September 1994 im Münchner Stadtteil Trudering.

## Unfallhergang
Bei den Bauarbeiten an der östlichen Verlängerung der U-Bahn-Linie 2 zur Messestadt Riem kam es zu einem Wassereinbruch in den Tunnel. Im lockeren Kies der Münchner Schotterebene bildete sich unter der Straße ein Hohlraum. Am Bau beteiligte Bauarbeiter wollten zwar noch die Busfahrer der über dem Tunnel befindlichen Busse warnen, aber nur zwei der drei Busse konnten die Stelle rechtzeitig räumen. Um 18:46 Uhr brach die Fahrbahndecke ein und ein Bus stürzte mit dem Heck voran in das entstehende Loch. Da der Busfahrer rechtzeitig die Türen öffnete, konnten die meisten Fahrgäste den Bus verlassen und überleben. Der Busfahrer wurde von der Feuerwehr München gerettet. Eine Frau konnte von Tauchern nur noch tot geborgen werden. Die Leichen eines Bauarbeiters, der den Busfahrer warnen wollte, und eines Fahrgastes, der sich im hinteren Teil des Busses befand, konnten erst nach acht Monaten geborgen werden. Insgesamt kamen drei Menschen ums Leben und 36 wurden zum Teil schwer verletzt.

## Ursache
Als Ursache wurden Sandrisse festgestellt, die in der ansonsten wasserundurchlässigen Flinzmergelschicht unter der Kiesschicht verliefen. Die senkrecht verlaufenden Risse hätten nur mit sehr viel Glück bei den durchgeführten Probebohrungen entdeckt werden können und waren auch nicht durch die Bauarbeiten entstanden. Aufgrund des Gutachtens wurden die Ermittlungen wegen möglicher Planungsfehler eingestellt.

## Sonstiges

Gedenkstein in Trudering

Seit 1999 erinnert an der Oberfläche des U-Bahnhofs Trudering ein Gedenkstein an das Unglück. Er symbolisiert den im Boden versinkenden Bus.
Die Handlung des Films Der Todesbus von RTL aus dem Jahr 1997 basiert auf diesem Ereignis, opfert jedoch einige Fakten der Handlung.
Elfriede Jelinek setzt sich in ihrem Stück Im Bus (Uraufführung in Köln 2010) mit dem Vorfall auseinander.